# Black City (album)
Black City er debutalbummet fra det danske rockband Black City. Albummet blev udgivet i Danmark den 3. maj 2010 på Universal Music.
Albummet indeholder 12 spor, hvoraf de tre blev udgivet som single.

## Historie
Black Citys karriere blev kickstartet da pladeselskabet Universal Music hørte Bjørn Poulsens nummer "Summertime", som også er første nummer på albummet. Nummeret havde han lagt på MySpace under navnet "Raised By Pirates". Da der i slutningen af 2009 blev skrevet pladekontrakt, gik Poulsen og resten af bandet i gang med at skrive sange. Dette skete samtig med at "Summertime" allerede var blevet et stort hit, og blev spillet meget på DR P3, MTV, VH1 og Boogie.
Albummet bedste placering på IFPI Danmarks officielle danske hitliste var en 36. plads.

## Modtagelse
Black City blev godt modtaget af de danske anmeldere. Gaffas Michael Jose Gonzalez gav pladen fem ud af seks stjerner og skrev blandt andet: 
| Citat | ...deres selvbetitlede debut leverer de gedigen rock og rul af allerbedste møgbeskidte skuffe. | Citat |
|       |                                                                                                |       |

Steffen Jungersen fra BT gav det fire ud af seks stjerner under overskriften "Fest med fanden i førersædet".
MetroXpress kaldte det: "”Tight, velspillet og energisk”, mens Soundvenues Kristian Schou gav fire stjerner og nævnte: "det er lang tid siden, at jeg har hørt et dansk band, der har så godt styr på de helt fundamentale rock-dyder som Black City."

## Produktion

### Personel

#### Band
- Bjørn Poulsen - Lead vokal, guitar og tekster
- Kristian Klærke - Guitar, kor
- Jakob Bjørn Hansen - Trommer, kor
- Torleik Mortensen - Bas
- Frederik Thaae - Klaver, percussion, guitar, kor

#### Produktion
- Frederik Thaae - Produktion
- Anders Schumann - Mastering
- Kristian Thomsen - Mix
- Jeppe H. Olsen - Engineer[8]

## Sporliste
1. Summertime – 2:50
2. Simple Man – 2:50
3. In the Arms of Myself – 3:30
4. The One You Sacrifice – 3:02
5. Get on Me – 3:02
6. Every Night – 3:17
7. Talk to Me – 3:06
8. Tomorrow May Not Come – 2:56
9. Walk in the Shadow – 3:06
10. Haters – 2:51
11. Electricity – 4:09
12. Take Me down with You – 3:02

### Singler fra albummet
1. Summertime
2. Every Night
3. The One You Sacrifice